# 순수한 사람들
《순수한 사람들》(이탈리아어: L'innocente)은 1976년 개봉한 드라마 영화다. 루키노 비스콘티가 감독을 맡았으며, 잔카를로 잔니니, 라우라 안토넬리, 제니퍼 오닐이 출연했다. 가브리엘레 단눈치오가 쓴 동명의 소설을 각색했으며, 비스콘티는 영화가 개봉하기 2달 전에 사망했다. 다비드 디 도나텔로에서 음악상을 받았다.